# 穂志もえか
穂志 もえか（ほし もえか、1995年（平成7年）8月23日 - ）は、日本の女優、モデルである。旧芸名、保紫 萌香（ほし もえか）。
千葉県出身。上智大学文学部卒業。講談社主催のオーディション・ミスiD2016グランプリ。2024年2月末までパパドゥに所属していた。2025年5月よりアルファエージェンシー所属。

## 略歴
幼少期より習っていたクラシック・バレエを通じて「自己表現の楽しさ」を知り、その過程で女優を志す。
大学在学中に「上智大学美女図鑑」のモデルとして学内ポスターに登場。女優を目指していた経緯から講談社主催の「ミスiD2016」に応募。約4000人の応募者から2016年1月17日にグランプリを受賞した。
2017年、テレビ東京『100万円の女たち』で連続ドラマ初出演。
2018年3月に大学を卒業してから女優業に専念し、同年6月には初主演映画『少女邂逅』が劇場公開される。同年10月20日、芸名を「穂志もえか」へ改名。
2022年には米国制作のドラマ『SHOGUN 将軍』出演のため約8か月間、単身カナダ・バンクーバーに渡り撮影に臨んだ。インタビューでは初めて半年以上にわたる長期間の撮影に参加したと振り返っている。ドラマの配信後、「藤」を演じた穂志の芝居は海外の視聴者を中心に話題を呼び、「藤」はドラマの中でも人気のある登場人物の一人となっている。同作で米放送映画批評家賞「クリティクス・チョイス・アワード」のドラマシリーズ助演女優賞を受賞。

## 人物
- 幼少時より筋肉質[18]。
- 「これだけは人に負けない!」というものは？とインタビューされた際には、人から初見と中身のギャップを指摘されることが多いと話している。おとなしそう、清楚そうなどと初対面で言われることもあるが、会話しているとびっくりされることが多いという[5][13]。
- 趣味は映画鑑賞。山田五十鈴を好きな女優に挙げ「圧倒的な存在感があって、作品ごとの印象がすべて違うのがすごい」と話している[1]。
- 好きな食べ物は焼き肉[1]。
- ドラマ『SHOGUN 将軍』で共演した向里祐香とは友人関係[19]。
- 動物好きであり、気分転換は「自宅にいる猫とコミュニケーションをとること」[1]。
- 『SHOGUN 将軍』で共演したトミー・バストウに2025年度後期放送予定のNHK連続テレビ小説『ばけばけ』のオーディションを紹介。バストウはヒロイン（髙石あかり）の夫となるヘブン役に内定したことが2024年11月にNHK大阪放送局から発表された[20][21]。

## 受賞歴
2024年
- Forbes JAPAN 30 UNDER 30 2024 ENTERTAINMENT & SPORTS

2025年
- 「NYLON'S NEXT 2025」俳優部門賞
- 第30回クリティクス・チョイス・アワード ドラマシリーズ助演女優賞（『SHOGUN 将軍』）

## 出演

### テレビドラマ
- 100万円の女たち（2017年4月 - 6月、テレビ東京） - ほたる 役
- 目玉焼きの黄身 いつつぶす?（2017年11月6日 - 11月27日、MBS・TBS） - 魑魅魍魎・千夏 役[24]
- ザ・ブラックカンパニー（2018年2月 - 、フジテレビONE TWO NEXT） - 伊藤碧 役 [25]
- 獣になれない私たち 第3話（2018年10月24日、日本テレビ） - 恒星にお持ち帰りされた女性 役
- デザイナー 渋井直人の休日 第6話・第11話「渋井直人の優しさ」（2019年2月22日・3月29日、テレビ東京） - ヒカル 役
- ラジエーションハウス 第7話「命を救う者達の選択 誇りの行方」（2019年5月20日、フジテレビ） - ユウカ 役
- アンサング・シンデレラ 病院薬剤師の処方箋（2020年7月16日[26][27] - 9月24日、フジテレビ） - 簑島心春 役[28]
- タリオ 復讐代行の2人 第4話（2020年10月30日、NHK総合・NHK BS4K） - 杉本涼子 役[29]
- 大豆田とわ子と三人の元夫（2021年4月13日 - 6月15日、関西テレビ・フジテレビ） - 大壺羽根子 役[30]
- グラップラー刃牙はBLではないかと考え続けた乙女の記録ッッ（2021年8月20日 - 10月1日、WOWOW） - 今里ちこ 役
- WOWOWオリジナルドラマ 椅子 第8話「椅子を取りに行く」（2022年7月15日、WOWOW） - 陽子 役[31]
- 100万回 言えばよかった（2023年1月13日 - 3月17日、TBS） - 村中望海 役
- 勝利の法廷式 第7話（2023年5月25日、読売テレビ・日本テレビ） - 有村亜紀 役[32]
- ケーキの切れない非行少年たち（2023年6月20日、NHK BS1）-　看護師 安本　役[33]
- こっち向いてよ向井くん 第4話 - 第6話（2023年8月2日 - 16日、日本テレビ） - 福田芽衣 役[34]
- にんげんこわい2 第5話「権助提灯」（2023年9月8日、WOWOW） - りん 役[35]
- SHOGUN 将軍（2024年2月27日 - 、FXP） - 宇佐見藤 役
- あなたの恋人、強奪します。 第2話・第3話（2024年4月21日・28日、朝日放送） - 春日小夜子 役[36][37]
- ACMA:GAME 第8話 - 最終話（2024年5月26日 - 6月9日、日本テレビ） - 毛利シズ 役
- おいち不思議がたり 第5話・第6話（2024年9月29日・10月6日、NHK BS・BSプレミアム4K）- およし 役
- 未来の私にブッかまされる!?（2024年10月7日 - 11月28日 、NHK総合） - 原口瑞希 役[38][39]
- TRUE COLORS（2025年1月5日 - 、NHK BS・BSプレミアム4K） - 辻村七瀬 役[40][41]
- 晩餐ブルース（2025年1月23日 - 3月27日、テレビ東京） - 上野ゆい 役[42]
- I, KILL（2025年5月18日 - 6月22日、WOWOW） - 桜 役[43]

### 配信ドラマ
- 放課後ソーダ日和（2018年6月29日 - 8月20日、YouTube） - 小原ミユリ 役（特別出演）[44]
- 夢で会えても（2020年12月5日 - 2021年1月23日、LINE NEWS VISION） - 女 役[45]
- THE LIMIT 第4話「ベランダ男」（2021年3月26日、Hulu） - 杏奈 役[46]
- 大豆田とわ子と三人の元夫 チェインストーリー「大豆田とわ子を知らない三人の男たち」#4 水曜日のラザニア（2021年5月4日、GYAO!） - 大壺羽根子 役
- 恋愛バトルロワイヤル（2024年8月29日、Netflix） - 篠田有希 役[47]

### 映画
- THE END OF ANTHEM（ジ・エンド・オブ・アンセム）（2017年8月27日、監督：東佳苗） - 主演・女 役
- Girls of Cinema（2018年、監督：山戸結希） [48]
- 少女邂逅（2018年6月30日、監督：枝優花） - 主演・小原ミユリ 役[10][49]
- 放課後ソーダ日和 特別版（2019年3月22日、監督：枝優花） - 小原ミユリ 役[50]
- 愛がなんだ（2019年4月19日、監督：今泉力哉）
- 8日で死んだ怪獣の12日の物語 -劇場版-（2020年、監督：岩井俊二） - もえかす 役
- 花束みたいな恋をした（2021年1月29日、監督：土井裕泰） - 若槻 役
- 街の上で（2021年4月9日[51]、監督：今泉力哉） - 4人のヒロインのうちの1人・川瀬雪 役[注 1][52]
- 窓辺にて（2022年11月4日、監督：今泉力哉） - 藤沢なつ 役[53]
- 生きててごめんなさい（2023年2月3日、監督：山口健人） - 清川莉奈 役[54]
- MY (K)NIGHT マイ・ナイト（2023年12月1日、監督：中川龍太郎） - 灯 役[55]
- 湖の女たち（2024年5月17日、監督：大森立嗣） - 市島松江 役[56][57]
- 誰よりもつよく抱きしめて（2025年2月7日、監督：内田英治） - 村山千春 役[58]
- Never After Dark（2026年公開予定、監督：賀来賢人） - 主演[59]

### 映像作品
- ケーキの上で雨やどり（2019年、東京芸術大学大学院映像研究科脚本領域 坂元裕二ゼミ制作　監督・脚本：飯沼浩子）- 主演・ヨリ子 役[60]

### 舞台
- 体育教師たちの憂鬱（2020年4月3日 - 19日、シアタートラム）※新型コロナウイルスの影響で全公演中止[61]
- 無駄な抵抗（東京公演：2023年11月11日 - 11月26日、世田谷パブリックシアター、兵庫公演：2023年12月9日 - 12月10日、兵庫県立芸術文化センター　作・演出：前川知大）[62]

### ウェブ動画
- 救う――”Tokyo: Become Human”命篇（2018年5月、Detroit: Become Human公式サイト） - アンドロイド司書 役[63]
- 救わない――”Tokyo: Become Human”モノ篇（2018年5月、Detroit: Become Human公式サイト） - アンドロイド司書 役

### CM
- みずほフィナンシャルグループ 東京2020：あと1年 「デート篇」（2019年2月 - ）[64]
- ミイダス株式会社 パーソルキャリア「ミイダス」（2022年8月1日 - ）[65]
- 麒麟麦酒 キリン グリーンズフリー「これからのノンアル問いかけ篇」、「これからのノンアルシャワー篇」（2024年9月 - ）※坂口健太郎と共演
- JNTLコンシューマーヘルス ドクターシーラボ（2025年2月10日 - ）

### モデル
- 『読まずに死ねない哲学名著50冊 』（平原卓、フォレスト出版）2016年、限定表紙モデル[66]
- 『SWITCH Vol.36 No.10』
- 『EYESCREAM』2018年11月号

### MV
- JUJU「東京」  - 理髪店の娘 役（主演。菅原大吉と共演）[67]
- 白神真志朗「共犯者」（ウルトラシープ、2017年2月22日発売、『東京におけるセックスフレンドや恋人のなにがし（またはそれに似た情事）について聞いて書いた。』収録）[68]
- SHISHAMO「君の大事にしてるもの」  - 彼女 役（樫尾篤紀と共演）
- iri「会いたいわ」 - ヒロイン役
- ラブリーサマーちゃん「私の好きなもの」- Girl役

### イベント
- 2016初出し!ミスiDの部屋（2015年12月20日、東京カルチャーカルチャー）
- ミスiD2016フェス〜お披露目ショーへようこそ〜（2016年1月17日、日本橋公会堂）
- ミスiDカフェ2016 SPRING/昼の部（2016年5月5日、東京カルチャーカルチャー）
- ミスiDバー「黒猫」（2016年5月25日、ロフトプラスワン）
- やついフェス×ミスiD ミスiDアコースティックnight「夜のヒットスタジオ」（2016年6月19日、VUENOS）
- ミスiD公式フォトブック発売記念イベント（2016年8月16日、HMV&BOOKS TOKYO）
- 小林司選抜 ミスiD2016の部屋 番外篇（2016年9月4日、タワーレコード新宿店）
- ミスiDフェス2017（2016年10月29日、品川インターシティ）
- rurumu 2nd Exhibition “PLAYHOUSE” インスタレーション（2016年11月29日、原宿ROCKET）
- 史上最低の誕生会。（2016年12月19日、阿佐ヶ谷ロフトA）
- ゆうこす忘年会〜2016年を振り返って〜（2016年12月30日、LOFT9 Shibuya）
- MOOSIC LAB 2017 KICK OFF PARTY!（2017年1月23日、ロフトプラスワン）

## 作品

### 写真集
- ミスiD公式フォトブック「わたしだけがいない世界。」（2016年7月1日、メタブレーン）撮影：青山裕企[69]　ISBN 978-4894519640
- 『まなざしと詠うキミ』（2016年7月15日、グレイプス）撮影・編集：飯田えりか ISBN 978-4294000502